# Cyathostemma
Cyathostemma är ett släkte av kirimojaväxter. Cyathostemma ingår i familjen kirimojaväxter.
Kladogram enligt Catalogue of Life:
| Cyathostemma | \| \| Cyathostemma acuminatum \| \| \| \| \| \| Cyathostemma glabrum \| \| \| \| \| \| Cyathostemma vietnamense \| \| \| \| |
|              | \| \| Cyathostemma acuminatum \| \| \| \| \| \| Cyathostemma glabrum \| \| \| \| \| \| Cyathostemma vietnamense \| \| \| \| |
|              | Cyathostemma acuminatum |
|              | |
|              | Cyathostemma glabrum |
|              | |
|              | Cyathostemma vietnamense |
|              | |